# Jan Schmidt
Jan Schmidt (3. ledna 1934 Náchod – 27. září 2019 Praha) byl český filmový režisér, scenárista a příležitostný filmový herec.

## Život
Mládí strávil ve východočeském Náchodě v prostředí vzdělané buržoazní rodiny, otec, významný tehdejší lékař, ho kromě kulturního rozhledu připravoval na studium medicíny na některé ze světových univerzit. Shodou okolností byl během základního studia spolužákem a přítelem mladého Miloše Formana, krajana ze sousedství, s nímž se pak nadále přátelil v době studií FAMU a následně se v roce 1980 významně podílel coby druhý režisér (second unit director) na Formanově osmém oscarovém filmu Amadeus. Dalším sousedem a známým rodiny byl o pár let starší spisovatel Josef Škvorecký, který později na Jana Schmidta vzpomínal ve své knize Všichni ti krásní mladí muži a ženy. Největší vliv však na budoucí osud Jana Schmidta měl další krajan, spisovatel Vratislav Blažek (mj. film Starci na chmelu), jež byl jeho oddílovým vedoucím ve skautu. Právě ten ho později přivedl k filmu jako takovému a přesvědčil k nástupu na filmovou fakultu FAMU.
Po nástupu komunistů k moci byla rodina silně perzekvována, gymnazistovi Janu Schmidtovi bylo zakázáno i maturovat, zákaz byl na poslední chvíli odvolán. Studium na vysoké škole však bylo z politických důvodů zcela vyloučeno a následovalo nucené nasazení „do výroby“, kde coby tovární dělník a poté rehabilitační pracovník strávil několik let. Po zmírnění režimu nakonec byl konečně přijat na Lékařskou fakultu Univerzity Karlovy v Plzni. Zde však absolvoval pouze 6 semestrů a opět byl z politických důvodů nucen školu opustit. Poté na podnět přítele Vratislava Blažka zažádal o přijetí na filmovou, obor režie, byl přijat a od roku 1957 studoval na pražské FAMU ve třídě Otakara Vávry. Tento ročník se později stal nejslavnějším v historii FAMU a jedním z hlavních pilířů české nové vlny. V jedné třídě (celkem pěti Otakarem Vávrou vybraných studentů) se totiž kromě Jana Schmidta sešli a byli spolužáky také Jiří Menzel, Věra Chytilová či Evald Schorm.
Coby filmař patří k těm méně známým režisérům české nové vlny 60. let 20. století, osobní přítel scenáristy Pavla Juráčka.

## Herecká filmografie
- 1998 Přehmat (TV film)
- 1982 Srdečný pozdrav ze zeměkoule
- 1979 Modrá planeta
- 1961 Jarní povětří
- 1961 Noční host
- 1960 Generál
- 1960 Zbytečný motiv

## Režijní filmografie

### Televize
- 1974 Vodník a Zuzana
- 2001 Stříbrná paruka (TV seriál)

### Film
- 1995 Jak si zasloužit princeznu
- 1990 Vracenky
- 1985 Podfuk
- 1982 Smrt talentovaného ševce
- 1980 Koncert
- 1977 Na veliké řece
- 1977 Osada Havranů
- 1977 Volání rodu
- 1975 Nevěsta s nejkrásnějšíma očima
- 1974 Siroty
- 1970 Luk královny Dorotky
- 1969 Kolonie Lanfieri
- 1966 Konec srpna v hotelu Ozon
- 1963 Postava k podpírání
- 1961 Černobílá Sylva
- 1960 Cesta domů